# Alan Sosa
Alan Daniel Sosa (Reconquista, Provincia de Santa Fe, Argentina; 27 de abril de 1996) es un futbolista argentino. Juega como arquero y su primer equipo fue Unión de Santa Fe. Actualmente milita en Patronato de Paraná de la Primera Nacional.

## Trayectoria

### Unión de Santa Fe
Nacido en Reconquista, Alan Sosa llegó a la ciudad de Santa Fe en 2011 con apenas 15 años para sumarse a las inferiores de Unión. En 2015, luego del ascenso del club a Primera División, fue convocado para integrar el plantel de Reserva. En 2017 el técnico Pablo Marini decide promoverlo al plantel profesional y le da la chance de integrar por primera vez un banco de suplentes, en la derrota 1-0 ante Huracán. Finalizado el campeonato, firma su primer contrato con la institución.
Durante las siguientes tres temporadas continuó formando parte del plantel profesional, incluso integrando la lista de 30 jugadores para la Copa Sudamericana, pero casi siempre como tercer arquero y pudiendo desempeñarse solamente en Reserva, por lo que a mediados de 2020 su vínculo no fue renovado y quedó en libertad de acción. Si bien atajó dos partidos por Copa Santa Fe (ante Huracán de Villa Ocampo en 2017 y ante Ben Hur de Rafaela en 2019), la realidad indica que dejó el club sin haber debutado en forma oficial.

### Real Pilar
Ya con el pase en su poder, en diciembre de 2020 se incorpora a Real Pilar por pedido del entrenador Luca Marcogiuseppe, que lo conocía de su paso por Unión cuando fue ayudante de campo de Leonardo Madelón. Allí tuvo su debut absoluto como profesional el 14 de septiembre de 2021: ese día fue titular en la victoria 2-0 sobre Victoriano Arenas.
Desde su aparición en el arco del Monarca, Sosa mantuvo su valla invicta durante ocho partidos (llegando a un total de 791 minutos sin recibir goles), lo que constituye un récord absoluto en el fútbol argentino para un debutante.

### Villa Dálmine
Tras su destacado paso por Real Pilar, Sosa saltó dos categorías y se convirtió en refuerzo de Villa Dálmine.

### Gimnasia y Esgrima de Jujuy
A mediados del 2023 rescindió su contrato con el Viola para ser nuevo jugador de Gimnasia y Esgrima de Jujuy.

### Tigre
En agosto de 2024 Tigre adquirió el 100% de su pase y el jugador firmó contrato hasta diciembre de 2027.

### Patronato de Paraná
En junio de 2025 pasó a préstamo a Patronato de Paraná.

## Clubes
- Actualizado al 17 de agosto de 2025

| Club                    | Div.                | Temporada           | Liga | Liga | Copa Nacional | Copa Nacional | Copa Internacional | Copa Internacional | Total | Total |
| Club                    | Div.                | Temporada           | PJ   | GR   | PJ            | GR            | PJ                 | GR                 | PJ    | GR    |
| ----------------------- | ------------------- | ------------------- | ---- | ---- | ------------- | ------------- | ------------------ | ------------------ | ----- | ----- |
| Unión Argentina         | 1.ª                 | 2016/17             | 0    | 0    | 0             | 0             | -                  | -                  | 0     | 0     |
| Unión Argentina         | 1.ª                 | 2017/18             | 0    | 0    | 0             | 0             | -                  | -                  | 0     | 0     |
| Unión Argentina         | 1.ª                 | 2018/19             | 0    | 0    | 0             | 0             | -                  | -                  | 0     | 0     |
| Unión Argentina         | 1.ª                 | 2019/20             | 0    | 0    | 0             | 0             | 0                  | 0                  | 0     | 0     |
| Unión Argentina         | Total               | Total               | 0    | 0    | 0             | 0             | 0                  | 0                  | 0     | 0     |
| Real Pilar Argentina    | 4.ª                 | 2020                | 0    | 0    | -             | -             | -                  | -                  | 0     | 0     |
| Real Pilar Argentina    | 4.ª                 | 2021                | 11   | -3   | 0             | 0             | -                  | -                  | 11    | -3    |
| Real Pilar Argentina    | Total               | Total               | 11   | -3   | 0             | 0             | -                  | -                  | 11    | -3    |
| Villa Dálmine Argentina | 2.ª                 | 2022                | 26   | -29  | -             | -             | -                  | -                  | 26    | -29   |
| Villa Dálmine Argentina | 2.ª                 | 2023                | 13   | -17  | -             | -             | -                  | -                  | 13    | -17   |
| Villa Dálmine Argentina | Total               | Total               | 39   | -46  | -             | -             | -                  | -                  | 39    | -46   |
| Gimnasia (J) Argentina  | 2.ª                 | 2023                | 12   | -10  | -             | -             | -                  | -                  | 12    | -10   |
| Gimnasia (J) Argentina  | 2.ª                 | 2024                | 26   | -18  | -             | -             | -                  | -                  | 26    | -18   |
| Gimnasia (J) Argentina  | Total               | Total               | 38   | -28  | -             | -             | -                  | -                  | 38    | -28   |
| Tigre Argentina         | 1.ª                 | 2024                | 3    | -2   | -             | -             | -                  | -                  | 3     | -2    |
| Tigre Argentina         | 1.ª                 | 2025                | 0    | 0    | 0             | 0             | -                  | -                  | 0     | 0     |
| Tigre Argentina         | Total               | Total               | 3    | -2   | 0             | 0             | -                  | -                  | 3     | -2    |
| Patronato Argentina     | 2.ª                 | 2025                | 9    | -6   | -             | -             | -                  | -                  | 9     | -6    |
| Patronato Argentina     | Total               | Total               | 9    | -6   | -             | -             | -                  | -                  | 9     | -6    |
| Total en su carrera     | Total en su carrera | Total en su carrera | 100  | -85  | 0             | 0             | 0                  | 0                  | 100   | -85   |